# Grădinile Bahai
Grădinile Bahai din Haifa - O grădină cu adevărat spectaculoasă ținând cont de condițiile climatice oferite de Israel. Frumusețea, grandoarea și mai ales designul special inspirat de religie fac din grădina templului Bahai din Haifa una dintre cele mai vizitate grădini din lume.
Grădinile suspendate ale orașului, Grădinile Bahai, sunt o minunăție greu de imaginat înainte să le vezi. Probabil, seamănă cu Grădinile Semiramidei. Arhitecții și artiștii implicați în acest proiect au avut o inspirație minunată. 
Vederea ce se deschide spre Marea Mediterană, peste Domul aurit al Altarului Bahai este unică. 
Chiparoși, palmieri, pini și alte specii mediteraneene de arbuști și tufe veșnic înflorite, vase cu flori și straturi colorate de sezon însuflețesc spiritul vizitatorului cu impresia că se află în Grădina Raiului.